# Кипра
Ки́пра (болг. Кипра) — село у Варненській області Болгарії. Входить до складу общини Девня.

## Населення
За даними перепису населення 2011 року у селі проживали 407 осіб.
Національний склад населення села:
| Національність   | Кількість осіб | Відсоток |
| ---------------- | -------------- | -------- |
| болгари          | 391            | 96,8%    |
| турки            | 3              | 0,7%     |
| інша             | 5              | 1,2%     |
| Всього відповіли | 404            |          |

Розподіл населення за віком у 2011 році:
Динаміка населення: